# 夏洛克·福爾摩斯雕像
英國倫敦的夏洛克·福爾摩斯雕像（英語：Statue of Sherlock Holmes）是一尊柯南·道爾筆下大偵探福爾摩斯的雕像，於1999年9月23日揭幕，成為繼肯辛頓公園的彼得潘雕像後，倫敦的第二個虛構角色雕像。該雕像有9英尺高，具足了獵鹿帽、斗篷大衣和煙斗等標誌。其所在地就位於倫敦地鐵貝克街站旁，也鄰近小說中福爾摩斯的住處貝克街221B號。

## 歷史
早在1927年，著名小說家、「布朗神父」作者G·K·卻斯特頓就已提議要在貝克街建立福爾摩斯雕像，但最終未能達成目的。1996年，倫敦夏洛克·福爾摩斯協會展開建立福爾摩斯雕像的計畫。1998年，雕塑家約翰·達布迪被聘請來設計福爾摩斯雕像（此前他設計了瑞士邁林根的福爾摩斯雕像），同時這個項目也獲得了阿比國民銀行的資助。
該雕像終於1999年9月23日正式揭幕，福爾摩斯協會舉辦了為期一週的慶祝活動。